# 공동격
공동격(共同格, comitative case, COM) 또는 공격(共格)은 수반, 공통을 나타내는 문법적 격의 일종이다. 영어에서 "in company with" 또는 "together with"라는 의미에서 전치사 "with"는 실질적으로 유사한 역할을 한다. "사용하다" 또는 "~에 의해"(나는 칼로 빵을 자른다)의 의미와 같이 "with"의 다른 용법은 도구적 경우나 관련된 경우에 해당한다.

## 같이 보기
- 격